# Hawkesbury Village
Hawkesbury Village – wieś w Anglii, w hrabstwie Warwickshire, w dystrykcie Nuneaton and Bedworth. Leży 22 km na północ od miasta Warwick i 141 km na północny zachód od Londynu. Miejscowość liczy 1147 mieszkańców.